# Tongu nord
Le district de Tongu nord (officiellement North Tongu District, en Anglais) est l’un des 18 districts de la région de la Volta au Ghana.

## Villes et villages du district
| - Adidome - Battor - Mepe - Aveyime - Mafi Kumase | - Volo - Podoe - New Fodzoku - Vome - Torgorme | - Dove - Sasekpe - Avakpedome - Zomayi - Kluma Dorfor | - Vume Kpoviadzi - Kpomkpo - Akyemfo - Dorfor Adidome |